# Paradaemonia caligula
Paradaemonia caligula is een vlinder uit de familie van de nachtpauwogen (Saturniidae). De wetenschappelijke naam van de soort is voor het eerst geldig gepubliceerd in 1882 door Lucas Girad.